# Kara Thrace

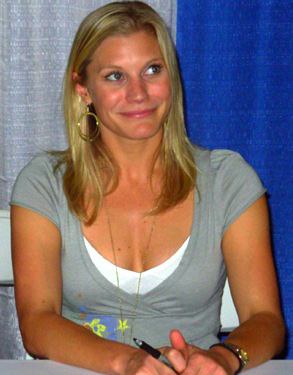
Katee Sackhoff

Kara Thrace  (pseudonim Starbuck) este un personaj fictiv interpretat de Katee Sackhoff în serialul reimaginat Battlestar Galactica. Personajul este bazat pe Locotenentul Starbuck interpretat de Dirk Benedict în serialul original.